# August Weckbecker
August Weckbecker (28 mai 1888 - 13 septembre 1939) est un  sculpteur, peintre et vitrailliste allemand.

## Biographie

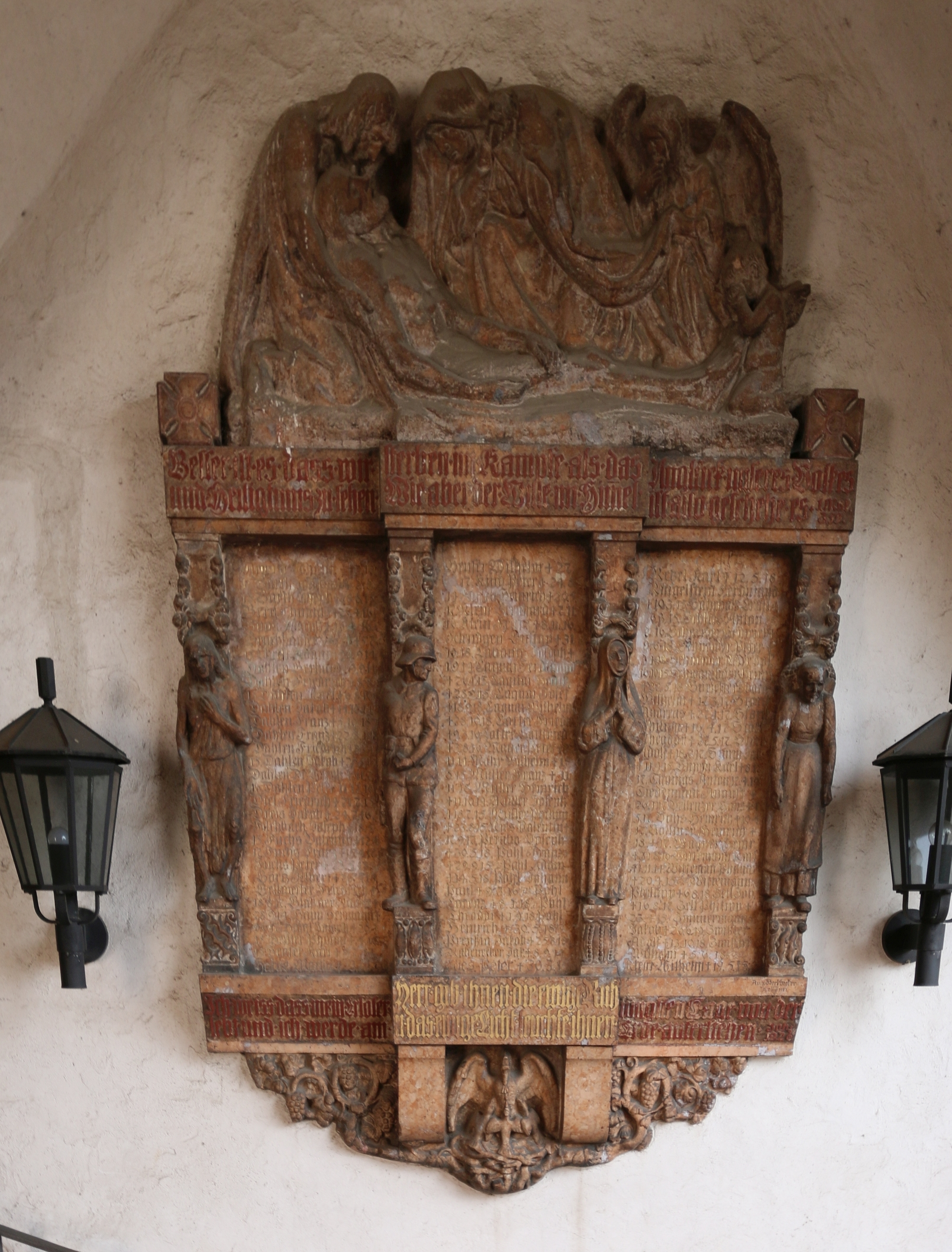
Œuvre de Weckbecker dans l'église de St Martin, Lorch, Rheingau

August Weckbecker est né le 28 mai 1888 à Münstermaifeld, en Allemagne. En 1917, il est professeur de sculpture à Munich. En tant que peintre et sculpteur, Weckbecker reçoit des commandes du roi Alphonse d'Espagne, du roi Louis de Bavière, du pape Benoît XV et du pape Pie XI.
En 1925, le révérend Michael Bolger invite Weckbecker à venir au comté de Carlow en Irlande, afin de créer un monument pour la tombe du révérend Hugh Cullen au cimetière de Killeshin. Il semble être resté à Carlow pendant un certain nombre d'années et a ensuite conçu les stations du chemin de croix, un relief de la mise au tombeau du Christ, la fenêtre orientale, deux peintures murales et le tabernacle de l'église de l'asile de Carlow, maintenant connu sous le nom d'Hôpital St Dympna. La National Gallery of Ireland conserve un buste en bronze de Roger Casement par Weckbecker ainsi que son étude en plâtre.
Weckbecker meurt à Munich le 13 septembre 1939.